# Askov Sogn
Askov Sogn er et sogn i Malt Provsti (Ribe Stift).
Askov Kirke blev bygget i 1900 som valgmenighedskirke. Den lå i Malt Sogn, som hørte til Malt Herred i Ribe Amt. Malt sognekommune blev ved kommunalreformen i 1970 indlemmet i Vejen Kommune.
Da valgmenigheden blev opløst i 1972, blev kirken annekskirke i Malt Sogn. Den blev sognekirke i Askov Sogn, da det i 1986 blev udskilt som selvstændigt sogn.
I Askov Sogn findes følgende autoriserede stednavne:
- Askov (bebyggelse, ejerlav)
- Askov Mark (bebyggelse)